# BC Küsnacht-Erlenbach
El BC Küsnacht-Erlenbach es un equipo de baloncesto suizo con sede en la ciudad de Erlenbach (Zúrich), que compite en la LNB, la segunda división del baloncesto suizo. Disputa sus encuentros como local en el Sporthalle Allmendli Erlenbach.

## Posiciones en Liga
- 2011 (2LN)
- 2012 (1-1LN)
- 2013 (10-LNB)

### Plantilla 2013-2014
| N.º | Nombre               | Nacionalidad                                  | Puesto    |
| --- | -------------------- | --------------------------------------------- | --------- |
| 4   | Sadijan Zekic        | Bandera de Suiza                              | Base      |
| 5   | Sebastian Rehli      | Bandera de Suiza                              | Escolta   |
| 9   | David Castro         | Bandera de España · Bandera de Suiza          | Alero     |
| 11  | Martynas Kairavicius | Bandera de Lituania                           | Escolta   |
| 12  | Andre Beetschen      | Bandera de Suiza                              | Escolta   |
| 20  | Fabian Jucker        | Bandera de Suiza                              | Alero     |
| 21  | Simon Bernet         | Bandera de Suiza                              | Pívot     |
| 22  | Zoran Zivanovic      | Bandera de Serbia · Bandera de Suiza          | Ala-Pívot |
| 23  | Nikola Stevanovic    | Bandera de Serbia · Bandera de Suiza          | Escolta   |
| 24  | Yannick Ganguillet   | Bandera de Suiza                              | Base      |
| 32  | Raphael Roecken      | Bandera de Alemania · Bandera de Suiza        | Ala-Pívot |
| 33  | Ignas Verbus         | Bandera de Lituania                           | Ala-Pívot |
| 42  | Jan Kruta            | Bandera de República Checa · Bandera de Suiza | Alero     |
| --  | Stefan Keranovic     | Bandera de Suiza                              | Base      |
| --  | Jan Sedlacek         | Bandera de Suiza                              | Pívot     |

## Palmarés
- Campeón 1LN - 2012